# جاستین هالیدی
جاستین هالیدی (انگلیسی: Justin Holiday؛ زادهٔ ۵ آوریل ۱۹۸۹) یک بازیکن بسکتبال اهل ایالات متحده آمریکا است. از باشگاه‌هایی که در آن بازی کرده‌است می‌توان به آتلانتا هاکس، شیکاگو بولز، گلدن استیت واریرز، و فیلادلفیا سونتی‌سیکسرز اشاره کرد.